# Санто Стефано Ротондо
„Санто Стефано Ротондо“ или „Санто Стефано ал Монте Целио“ (на италиански: Basilica di Santo Stefano Rotondo; на италиански: Basilica di Santo Stefano al Monte Celio, е титулярна католическа църква на хълма Целий в Рим, посветена на Свети Стефан.

## История
Църквата е построена през V век по време на понтификата на папа Симплиций във вид на ротонда с диаметър 65 м., на мястото на Големия римски пазар (на латински: Macellum Magnum). Ротондата е преустроявана и реставрирана многократно – през 772-795 г., 1130-1143 г. и 1452-1454 г.

## Интериор
В центъра на църквата е разположен олтарът, изпълнен от Бернардо Роселлино. Стените са украсени с 34 фрески, работа на художниците Матео да Сиена, Антонио Темпеста и Николо Помаранчо (XVI в.), които в детайли изобразяват изтезанията и убийствата на християнските мъченици. Единствената съхранена мозайка, изобразяваща светците Прим и Фелициан, е от VII век.